# Polyceratocarpus germainii
Polyceratocarpus germainii är en kirimojaväxtart som beskrevs av Raymond Boutique. Polyceratocarpus germainii ingår i släktet Polyceratocarpus och familjen kirimojaväxter. Inga underarter finns listade i Catalogue of Life.